# Clérambard (film)
Cet article concerne le film. Pour la pièce de théâtre, voir Clérambard (pièce de théâtre).
Pour plus de détails, voir Fiche technique et Distribution.
Clérambard est un film français réalisé par Yves Robert et sorti en 1969.

## Synopsis
Châtelain ruiné, aigri et tyrannique, le comte Hector de Clérambard (Philippe Noiret) s'est condamné, ainsi que sa famille, à travailler comme un forçat pour conserver son château qui tombe en ruines. Pourchassé par les huissiers, il tricote des vêtements jusqu'au cœur de la nuit avant de partir les livrer, se faisant aider de son fils Octave (Gérard Lartigau) qu'il tyrannise et méprise. Le notaire de l'endroit (Claude Piéplu), soucieux de marier sa fille aînée malgré sa laideur, propose d'annuler les dettes des Clérambard en échange d'un mariage avec Octave. Entre-temps, Gustalin (Robert Dalban), un paysan du coin lassé de voir ses animaux domestiques tués par le comte dès qu'ils s'aventurent près du château, se déguise en moine et, caché dans un coin, se fait passer pour saint François d'Assise et offre au comte un livre sur sa vie et son amour des animaux. 
Croyant à un miracle après la résurrection du chien du curé, Clérambard commence à lire le livre et rapidement, toujours aussi tyrannique, se met à défendre les animaux avec une rage comparable à celle qu'il avait mise à les tuer. Alors que le notaire se propose de conclure le mariage, le comte prétend marier son fils à la Langouste (Dany Carrel), prostituée notoire dont Octave est amoureux depuis longtemps, malgré les protestations de sa femme (Martine Sarcey), scandalisée à l'idée d'une telle mésalliance. 
Alors que Clérambard, décidé à partir prêcher la bonne parole en abandonnant tout, voit tout le monde se dresser contre lui, un vrai miracle se produit et tous partent à sa suite dans une longue procession.

## Fiche technique
- Titre : Clérambard
- Réalisation : Yves Robert assisté de Denis Amar, Marco Pico
- Scénario, adaptation et dialogues : Jean-Loup Dabadie et Yves Robert, adapté de la pièce de théâtre du même nom, écrite par Marcel Aymé
- Photographie : René Mathelin
- Musique : Vladimir Cosma
- Montage : Ghislaine Desjonquères
- Décors : Robert Clavel
- Production : Alain Poiré et Yves Robert
- Genre : Comédie
- Durée : 100 minutes
- Sortie : 1er octobre 1969

## Distribution
- Philippe Noiret : Hector de Clérambard
- Dany Carrel : Léonie Vincent dite « La Langouste »
- Gérard Lartigau : Octave de Clérambard
- Martine Sarcey : Louise de Clérambard
- Lise Delamare : Mme de Léré
- Claude Piéplu : Maître Eugène Galuchon
- Roger Carel : le curé / la voix d'Évelyne Galuchon
- Robert Dalban : Gustalin
- André Gille : Dr Mindeure
- Lyne Chardonnet : Brigitte Galuchon
- Josiane Lévêque : Évelyne Galuchon
- Juliette Brac : Mme Galuchon
- Françoise Arnaud : Étiennette Galuchon
- Patrick Préjean : Buzard
- Yves Pignot : Chauvieux
- Yves Robert : Pastourin, un dragon
- Gaston Ouvrard : le mendiant
- Jacques Ramade : le dragon chez la Langouste
- Jean Pieuchot : le maire
- Eric Vasberg : un dragon

## Autour du film
- À sa sortie en 1969, le film est un échec commercial avec seulement 418 882 entrées[1].
- Dans la bande originale du film, figure une chanson de Marie Laforêt, la Ballade de Clérambard, écrite par Jean-Loup Dabadie et Vladimir Cosma.
- Les Demoiselles de Province, l'un des titres de la bande originale du film, composée par Vladimir Cosma, a servi de générique au feuilleton radiophonique Les Tilkins (RTBF-La Première) dans les années 1990 et est utilisé en France, dans les publicités pour le café Ricoré depuis 2006.
- Le tournage a eu lieu en partie à Dijon, rue Buffon et rue du Vieux-Marché[2], ainsi que dans le village médiéval de Semur-en-Auxois (Bourgogne) et dans le château de Marigny le Cahouet (où fut aussi tourné Angélique marquise des anges) ces deux derniers n'étant séparés que de 12 km, Dijon étant situé à plus de 60 km du château.